# Crise de Sucessão ao Trono Português (1826-1834)
A Crise de Sucessão ao Trono Português inicia-se com a independência do Brasil, em 1822 e a morte do então Rei de Portugal D. João VI.
Ao aceitar a coroa imperial do Brasil, pela lei de sucessão portuguesa, D. Pedro de Alcântara deixava de poder assumir o trono de Portugal, de que também fora herdeiro até àquela data. Com efeito, depois da assinatura do tratado de paz entre Portugal e o Brasil, em 1825, no qual Portugal reconhecia formalmente a independência do Brasil, ficava consumada a separação das duas coroas, tornando-se D. Pedro soberano de um país estrangeiro e, como tal, impossibilitado de suceder na coroa portuguesa. Era o que estipulava a Lei Portuguesa, em vigor desde as Cortes de 1641.
Fazendo tabula rasa da Lei portuguesa, após a morte de D. João VI, em 1826, D. Pedro de Alcântara considerou-se com direito ao trono português abdicando desse suposto direito em sua filha D. Maria da Glória, outorgou uma Carta Constitucional ao reino de Portugal, e procurou associar o herdeiro do trono português, o seu irmão D. Miguel, à sua manobra. Reunidas finalmente as Cortes, em 1828, a escolha para a sucessão portuguesa acabou naturalmente por recair em seu irmão, D. Miguel I.
Após a mudança de conjuntura política na Europa, provocada pela queda de Carlos X em França, em 1830, vai abrir-se uma crise da sucessão em Portugal, com D. Pedro a reivindicar o trono de Portugal para a sua filha. Esta crise de sucessão vai resultar numa guerra civil intrinsecamente ligada à cisão ideológica que por então cindia a sociedade europeia e luso-brasileira, dividida entre tradicionalismo (também chamado absolutismo, por defender a independência do poder régio) e liberalismo (este subdividido entre jacobinos, de influência francesa, e moderados ou cartistas, de influência inglesa). O tratado de Londres de 1834 entre os governos liberais da França e da Inglaterra vai decidir o desfecho da guerra civil portuguesa, sendo colocada D. Maria da Glória (de apenas 15 anos de idade) no trono de Portugal.